# 尼雅镇
尼雅镇（維吾爾語：نىيە بازىرى‎，拉丁维文：Niye Baziri），是中华人民共和国新疆维吾尔自治区和田地區民丰县下辖的一个乡镇级行政单位。

## 行政区划
尼雅镇下辖以下地区：
博斯坦路社区、买迪尼也提路社区、索达路社区、兰帕村和甫甫克村。